# Jason Leonard
Jason Leonard (14. srpna 1968, Barking) je bývalý anglický ragbista, který hrál jako pilíř. V roce 2014 byl jmenován do Světové síně slávy ragby. S Anglií vyhrál MS 2003 a skončil druhý na MS 1991. Čtyřikrát vyhrál Pohár pěti národů (1991, 1992, 1995, 1996) a třikrát Six Nations (2000, 2001, 2003). Za svou zemi odehrál 114 zápasů a 5 zápasů za Britské a Irské lvy. Stal se prvním Britem, co odehrál 100 reprezentačních zápasů. Když ukončil kariéru, byl hráčem s nejvíce reprezentačními zápasy ze všech hráčů na světě.
V roce 2002 získal Řád Britského impéria. S klubem Harlequins vyhrál v roce 1991 Anglo-velšský pohár a v sezoně 2000/01 a 2003/04 Challenge Cup (druhou nejlepší evropskou klubovou soutěž). V roce 2015 a 2016 byl prezidentem Anglické ragbyové unie. V letech 2019 až 2022 byl předsedou Britských a Irských lvů. Snaží se skrz ragby pomáhat těžce žijícím dětem.

## Klubové kariéra
- 1989/90 Saracens
- 1990–2004 Harlequins